# Jean d'Osta
Pour les articles homonymes, voir Osta.
Jean d'Osta de son vrai nom Jean Van Osta, né le 20 novembre 1909 à Ixelles et mort le 29 juin 1993 à Forest,, est un écrivain, journaliste, comique, et historien, passionné par l'histoire de Bruxelles. Il est connu pour ses livres sur Bruxelles et sur le dialecte bruxellois. Il est le créateur du personnage de fiction Jef Kazak qu'il utilise dans plusieurs de ses œuvres.

## Œuvres
- Bruxelles inconnu. Un album de Klaus Besser. Photos Günter Schubert, Bruxelles, Paris, Pierre de Méyère, 1967. Texte de Jean d’Osta. Préface de Frédéric Kiesel.
- Encyclopédie du Kitsch. Bruxelles, Pierre De Meyer, 1972
- Menneke-Pis au bon vieux temps. En collaboration avec Jean Copin, Bruxelles, Libro-Sciences, 1973
- Jef Kazak, professeur de belles manières (disque vinyle LP 33 tours), sketches bruxellois par Jean d'Osta, Bruxelles : Daron-Bruyninckx Brussels, 1972, Decca LPD 224-X 345 & Omega International 333.114-X
- Le Livre d’Or du Vieux Marché, Bruxelles, Libro-Sciences, 1973
- Bruxelles d'hier et d'aujourd'hui. Bruxelles, Rossel, 1976
- Notre Bruxelles oublié. Bruxelles, Rossel , 1977
- Bruxelles, Album de Famille. En collaboration avec le photographe Pierpont, Gembloux, Duculot, 1977
- Les Rues disparues de Bruxelles, Bruxelles, Rossel, 1979
- La Belle Époque de Bruxelles. Dessins et aquarelles de David Aranda, Bruxelles, Libro-Sciences, 1979)
- Millénaire'. Bruxelles, Rossel, 1980
- Bob Fish détectief. Bande dessinée d'Yves Chaland clachée en bon bruxellois par Jef Kazak, Bruxelles, Magic Strip, 1982
- Les « Flauwskes » de Jef Kazak. Avec une grammaire et Les parlers populaires bruxellois à travers les âges, Bruxelles, Paul Legrain, 1983. Réédition : Bruxelles, Le Livre, 1995
- Mémoires candides d'un Bruxellois ordinaire. Bruxelles, Paul Legrain, 1984. Réédition en 2003, Bruxelles, Racine, avec notice, lexique et notes par Georges Lebouc.
- Quand Messidor était une forêt, Hors commerce, 1985
- Dictionnaire historique et anecdotique des rues de Bruxelles. Bruxelles, Paul Legrain, 1986. Réédition : Bruxelles, Le Livre, 1995
- Le Calendrier de Jean d’Osta, Bruxelles, Paul Legrain, 1987
- Les Histoires de Jef Kazak, Bruxelles, Vlan, 1987
- Dictionnaire historique des faubourgs de Bruxelles. Bruxelles, Paul Legrain, 1989. Réédition : Bruxelles, Le Livre, 1996
- Dictionnaire du dialecte bruxellois, de Louis Quiévreux, Bruxelles, 1951; 1985 5e édition augmentée d'une Phonétique et grammaire du flamand de Bruxelles par Jean d'Osta.
- Mémoires de Jef Kazak, Jean d'Osta, ; précédés d'entretiens avec Gérard Valet ; introduction, lexique et notes de Georges Lebouc. - Bruxelles : Racine, 2002. - 148 p.